# بيلي باد
بيلي باد، البحار (بالإنجليزية: Billy Budd, Sailor)‏ هي رواية قصيرة بقيام الكاتب الأمريكي هرمان ملفيل، ونشرت بعد وفاته في لندن عام 1924. بدأ ميلفيل كتابة الرواية في نوفمبر 1888، ولكنها ظلت غير منتهية بعد وفاته عام 1891. أشاد بها النقاد البريطانيون بوصفها تحفة عندما نشرت في لندن، أصبحت من الأعمال الهامة في الأدب الأمريكي.

## ظهور الرواية
اكتشفت الرواية على شكل مخطوطة من قبل رايموند ويفر، والذي كان يدرس أوراق ميلفيل وهو يحضر لكتابة سيرة عنه. بدأت أرملة ميلفيل بتنقيح المخطوطة، ولكنها لم تتمكن من تحديد أفكار زوجها في العديد من المقاطع، أو حتى ترى العنوان الذي وضعه للرواية. إلا أن سوء الكتابة وعدم تفسير ملاحظات مليفل بشكل صحيح أثرا كثيرا على النسخ الأولى من النص. وبعد عدة أعوام من الدراسة، قام هاريسون هايفورد وميرتون سيلتس الابن بنشر التسخة التي تعتبر أفضلها عام 1962.

## الحبكة الروائية
بيلي باد هو بحار جُنِّد للخدمة على متن سفينة إتش إم إس بيلي بوتنت (بالإنجليزية: HMS Bellipotent) عام 1797، عندما أثقلت كاهل البحرية الملكية البريطانية ثورتان رئيسيتان ، وكانت مهددة بالخطر من قبل الاهتمامات العسكرية للثورة الفرنسية. نُقل ليخدم على هذه السفينة الحربية من سفينة تجارية أخرى أصغر منها تُدعى رايتس اوف مان (بالإنجليزية: Rights of Man) (تيمنًا باسم كتاب لتوماس بين). وبينما كانت سفينته السابقة تبحر مبتعدة، صرخ باد قائلًا «إلى اللقاء يا سفينة رايتس أوف مان القديمة».
يتمتع بيلي، وهو طفل لقيط من بريستول، بنظرات جميلة طفولية وشخصية طبيعية تجعله محبوبًا بين أفراد الطاقم. عيبه الجسدي الوحيد هو اللعثمة التي تزداد سوءًا في لحظات التوتر. يثير خصومة المسؤول عن السفينة، جون كلاغارت. يبدو كلاغارت، رغم أنه ليس قبيح الشكل، «مختلًا أو ذو مزاج غير طبيعي»، ويتمتع «بانحراف طبيعي». أوضح مشاعر كلاغارت تجاه باد هي الحسد، ويعود سبب ذلك بشكل رئيسي إلى «جمال شخصيته الواضح»، وأيضًا براءته وشعبيته الواسعة. (يعتبر ميلفيل أن الحسد «يُعتبر أمرًا معيبًا على مستوى العالم أكثر من ارتكاب جريمة نكراء»). يدفع ذلك كلاغارت إلى توجيه تهمة باطلة إلى بيلي بالتآمر على الثورة. عندما يعلم القبطان، إدوارد فايرفاكس «ستيري» فير، بالتهم الموجهة إلى كلاغارت، يُرسل في طلب كل من بيلي وكلاغارت إلى قمرته لعقد اجتماع خاص. يفصح كلاغارت عما لديه، ويصاب بيلي بالذهول ليتلعثم عاجزًا عن الإجابة. يهاجم كلاغارت ويقتله مباشرة في خضم خيبته الشديدة.
يعقد فير محكمة عسكرية، يلعب فيها دور رئيس المجلس، والمُدعي، والدفاع، والشاهد الوحيد (باستثناء بيلي). يتدخل في مشاورات لجنة المحكمة العسكرية ليقنعهم بتجريم بيلي على الرغم من إيمانه وإيمانهم ببراءته الأخلاقية. (يقول فير في اللحظة التالية لوفاة كلاغارت، «قُتل على يد ملاك من ملائكة الله! لكن لا بد من شنق الملاك»). يدَعي فير اتباعه خطاب الفعل الثوري وقوانين الحرب.
على الرغم من عدم تصديق فير وبقية الضباط اتهامات كلاغارت بالتآمر ويبررون رد فعل بيلي، إلا أنهم يجدون أن لا قيمة كبيرة لآرائهم. ينص القانون المدني الساري على أن الضربة فقط وقت الحرب سواء كانت قاتلة أم لا تُعتبر جريمة عقوبتها الإعدام. أدانت المحكمة العسكرية بيلي عطفًا على برهان فير بأنه من الممكن أن يؤدي ظهور أي تقصير من قبل الضباط وأي فشل في تطبيق العقوبة إلى تفشي الثورة ضمن الأسطول البريطاني، وحُكم عليه بالإعدام شنقًا حتى الموت صباح اليوم التالي لهجومه على كلاغارت. يقول بيلي قبل إعدامه «ليبارك الرب القبطان فير!». أعاد الحضور كلماته «بصدى رنان ومتعاطف».
تختم الرواية ثلاثة فصول غامضة:
- يصف الفصل رقم 28 موت القبطان فير. إذ يُصاب القبطان فير بجروح مميتة في مهمة بحرية ضد السفينة الفرنسية آثي. كانت كلماته الأخيرة «بيلي باد! بيلي باد!».
- يقدم الفصل رقم 29 مقطعًا من مجلة بحرية رسمية تدَّعي تقديم حقائق عن مصير كل من كلاغارت وبيلي باد على متن سفينة إتش إم إس بيلي بوتينت- لكن تتعارض الحقائق المُقدمة مع الحقائق التي يعلمها القارئ من القصة. وصفت المقالة باد باعتباره متآمرًا ثوريًا ذو نسب أجنبي ويواجه، كما وصفت حوادث غريبة يواجهها جون كلاغارت. يطعن باد المسؤول عن السفينة، الذي يطبق القانون بوفاء، حتى الموت. تختم المجلة بالقول أن الجريمة والسلاح المُستخدمين يعودان لشخص أجنبي وشخصية تخريبية، وتذكر أن المتمرد أُعدم ولم يصب ضرر سفينة إتش إم إس بيلي بوتينت.

## أعمال مقتبسة عن الرواية
تم اقتباس الرواية إلى مسرحية عام 1951 وأنتجت على برودواي، حيث ربحت جائزة دونالدسون وجائزة النقاد الخارجيين لأفضل مسرحية. اقتبس بنجامين بريتن الرواية إلى أوبرا بنفس الاسم وعرضت في ديسمبر 1951.
اقتبست الرواية إلى السينما عام 1962، من إنتاج وإخراج بيتر أوستينوف، الذي شارك في الكتابة والتمثيل، وكان دور البطولة للممثل الشاب تيرينس ستامب الذي ترشح للأوسكار في الدور الذي كان الأول له.